# Labordia waialealae
Labordia waialealae är en tvåhjärtbladig växtart som beskrevs av Heinrich Wawra. Labordia waialealae ingår i släktet Labordia och familjen Loganiaceae. Inga underarter finns listade i Catalogue of Life.